# André Voisembert
André Voisembert, né le 17 novembre 1922 dans le 15e arrondissement de Paris et mort le 8 février 2000 à Rochefort, est un footballeur français qui évoluait au poste de milieu de terrain.

## Biographie
André Voisembert joue à l'US Le Mans, puis au Red Star et au FC Nancy. Il évolue ensuite aux Girondins de Bordeaux et à l'AS Monaco, avant de terminer sa carrière à l'AS Troyes.
Il dispute 26 matchs en Division 1 avec le FC Nancy lors de la saison 1948-1949 et 10 matchs dans ce même championnat avec les Girondins de Bordeaux en 1949-1950. 
Il remporte le championnat de France en 1950 avec les Girondins de Bordeaux.

## Palmarès
- Champion de France en 1950 avec les Girondins de Bordeaux